# Holcaeus compressus
Holcaeus compressus är en stekelart som först beskrevs av Walker 1836.  Holcaeus compressus ingår i släktet Holcaeus och familjen puppglanssteklar. Arten är reproducerande i Sverige. Inga underarter finns listade i Catalogue of Life.